# George Keate
George Keate (30. září 1729 Trowbridge, Wiltshire – 28. června 1797 Bloomsbury, Londýn) byl anglický básník a spisovatel. Byl známý rovněž jako umělec se zájmem o starožitnictví a přírodovědu a přítel francouzského spisovatele Voltaira, švýcarské malířky Angeliky Kauffmanové, anglického spisovatele a literárního kritika Samuela Johnsona a architekta ze Skotska Roberta Adama, s kterým měl však později soudní spor, na který odkazuje jedno z Keateových děl s názvem The Distressed Poet, a Serio-comic Poem, kde popsal průběh celého sporu.

## Životopis
Narodil se v roce 1729 jako syn George Keata z Isleworthu v hrabství Middlesex, který se oženil s Rachel Kawolskou, dcerou hraběte Cristiana Kawolského. Mezi jeho sourozence patřily Elizabeth Macieová a Henrietta Maria Walkerová.
Keate se narodil v Trowbridgi v anglickém hrabství Wiltshire. Byl vzděláván reverendem Richardem Wooddesonem. Po ukončení školy byl Keate jmenován do funkce úředníka pro Roberta Palmera, stewarda vévody z Bedfordu. Několik let žil Keate v zahraničí, a to především v Ženevě, kde se setkal a spřátelil s Voltairem. Po usazení v Anglii začal Keate s psaním básní. Od roku 1768 se stal studentem na umělecké akademii Royal Academy of Arts v Londýně. O rok později, roku 1769, se oženil s Jane Catharine Hudson, která byla dcerou Josepha Hudsona, který působil jako holandský konzul v Tunisu. Měli spolu jednu dceru jménem Georgiana Jane Keate, která se později vdala a přijala příjmení Henderson.
Během posledních let života se jeho zdraví výrazně zhoršilo a 28. června 1797 náhle zemřel v ulici Charlotte Street, v londýnské čtvrti Bloomsbury. Byl pohřben v Isleworthu 6. července. Manželka Catharine zemřela dne 18. března 1800 ve věku 70 let a byla pohřbena do hrobu svého manžela.  

## Posmrtná připomínka
Nedaleko místa jeho hrobu byl umístěn pomník z bílého mramoru s bustou od Josepha Nollekense.

## Díla
Seznam děl, které Keate napsal:
- Ancient and Modern Rome, vydáno roku 1760 – anonymní báseň psána stylem blankversu. Byla napsána v roce 1755,
- Short Account of the Ancient History, present Government and Laws of the Republic of Geneva, 1761 – věnováno Voltairovi,
- Epistle (in verse) from Lady Jane Grey to Lord Guildford Dudley –  údajně napsáno v londýnském Toweru v roce 1762,
- The Alps, a Poem, 1763 – věnováno Edwardu Youngovi,
- Netley Abbey, an Elegy, vydáno roku 1764 a 1769
- The Temple Student, 1765,
- Poem to the Memory of the celebrated Mrs. Cibber, 1766  – napsáno anonymně,
- Ferney; an Epistle to Voltaire, 1768
- The Monument in Arcadia, 1773 – dramatická báseň o dvou jednáních,
- Sketches from Nature, 1779
- Poetical Works, 1781
- Epistle, 1781 – napsáno pro švýcarskou malířku Angelicu Kauffmanovou,
- The Distressed Poet, a Serio-comic Poem, 1787 – báseň o soudním sporu s architektem Robertem Adamem,
- Account of the Pelew Islands, from the Journals of Captain Henry Wilson and some of his officers, shipwrecked there in the Antelope in August 1783, vydáno roku 1788  –  přeloženo do francouzštiny a němčiny.